# Barocchetto romano

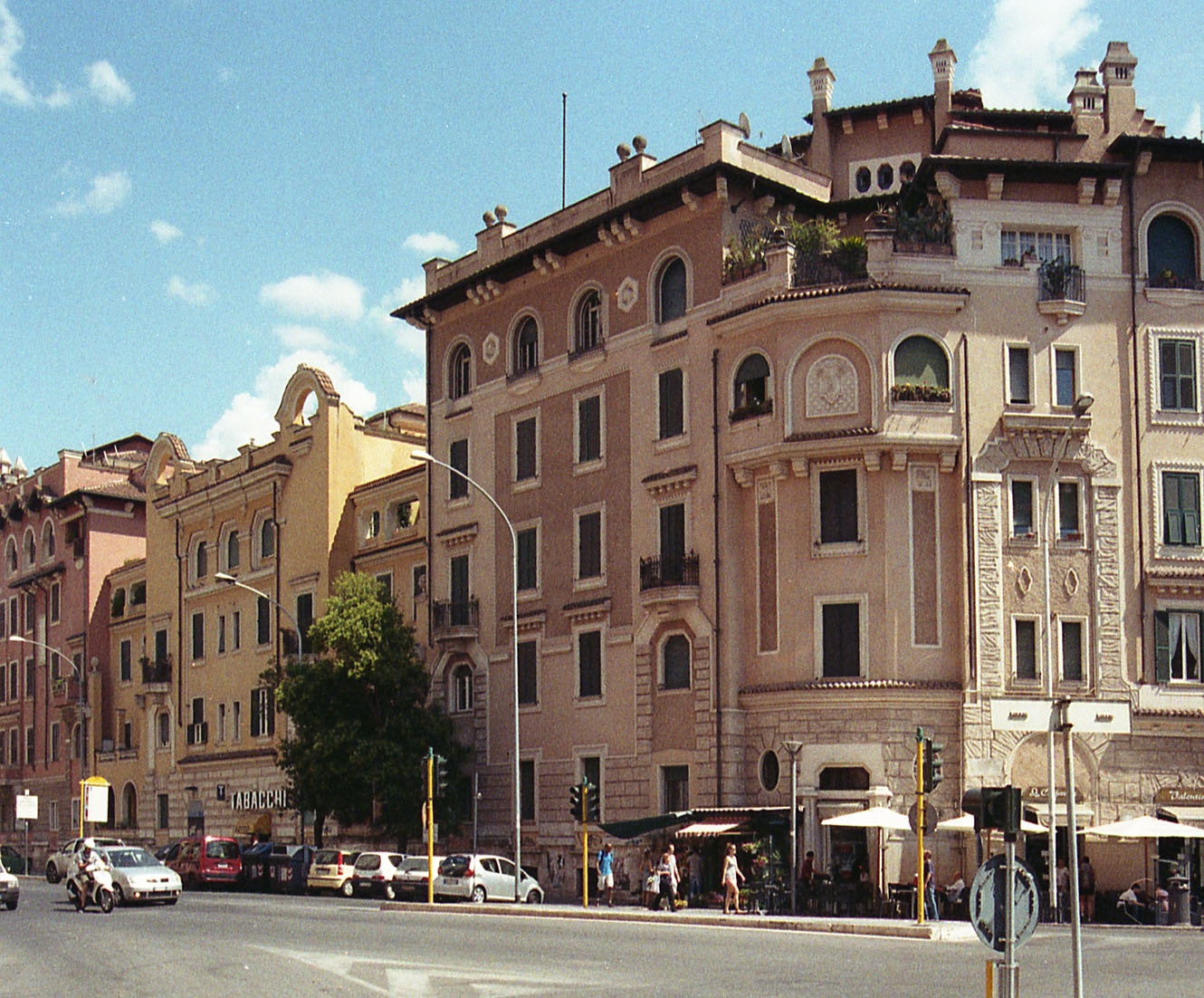
Palazzine a via Soana, piazza Tuscolo

Il barocchetto romano è uno stile architettonico diffusosi negli anni 1920; il termine fu coniato per lo stile utilizzato nella realizzazione della Garbatella da Gustavo Giovannoni (1873-1947), architetto e ingegnere italiano.
Col termine "barocchetto" ci si può anche riferire al genere dell'ultimo barocco, di fine seicento - inizio settecento; per definire il genere architettonico dei primi novecento, oggetto di questa pagina, è probabilmente preferibile utilizzare il termine barocchetto romano, onde distinguerlo in modo chiaro dal barocchetto del XVIII secolo.
A Roma è possibile riscontrare tipici esempi di barocchetto in diverse parti della città. Come detto, gli esempi più famosi di questo modello urbanistico sono senz'altro la Garbatella (per il quale è stato coniato) e il Tufello, in quanto facente parte del progetto Città Giardino Aniene. 
Nuclei consistenti sono presenti anche nella zona vicino a piazza Bologna nella parte limitrofa a via Lorenzo il Magnifico, al Flaminio nella zona limitrofa a Piazza Pierin del Vaga e Villa Riccio, in Piazza Tuscolo con progetti di Camillo Palmerini, per finire in alcune palazzine realizzate in zona Monteverde Vecchio.

## Progettazione dei giardini
Esponente di spicco del barocchetto romano fu Raffaele De Vico, specie per ciò che riguarda la progettazione di giardini e aree verdi. Tra le sue opere si ricordano il Parco del Monte dei Cocci (monte Testaccio) (1931), i giardini della  Basilica di Santa Sabina sull'Aventino (1931), i giardini del Palazzo Caffarelli al Campidoglio (1925), il Giardino degli Aranci, sull'Aventino (1931), i giardini di via dei Fori Imperiali, la sistemazione dell'area circostante l'Altare della Patria (le due esedre arboree a gradoni, i giardini di piazza San Marco e di piazza della Madonna di Loreto); infine, l'originale giardino-fontana di piazza Mazzini.

## La Garbatella

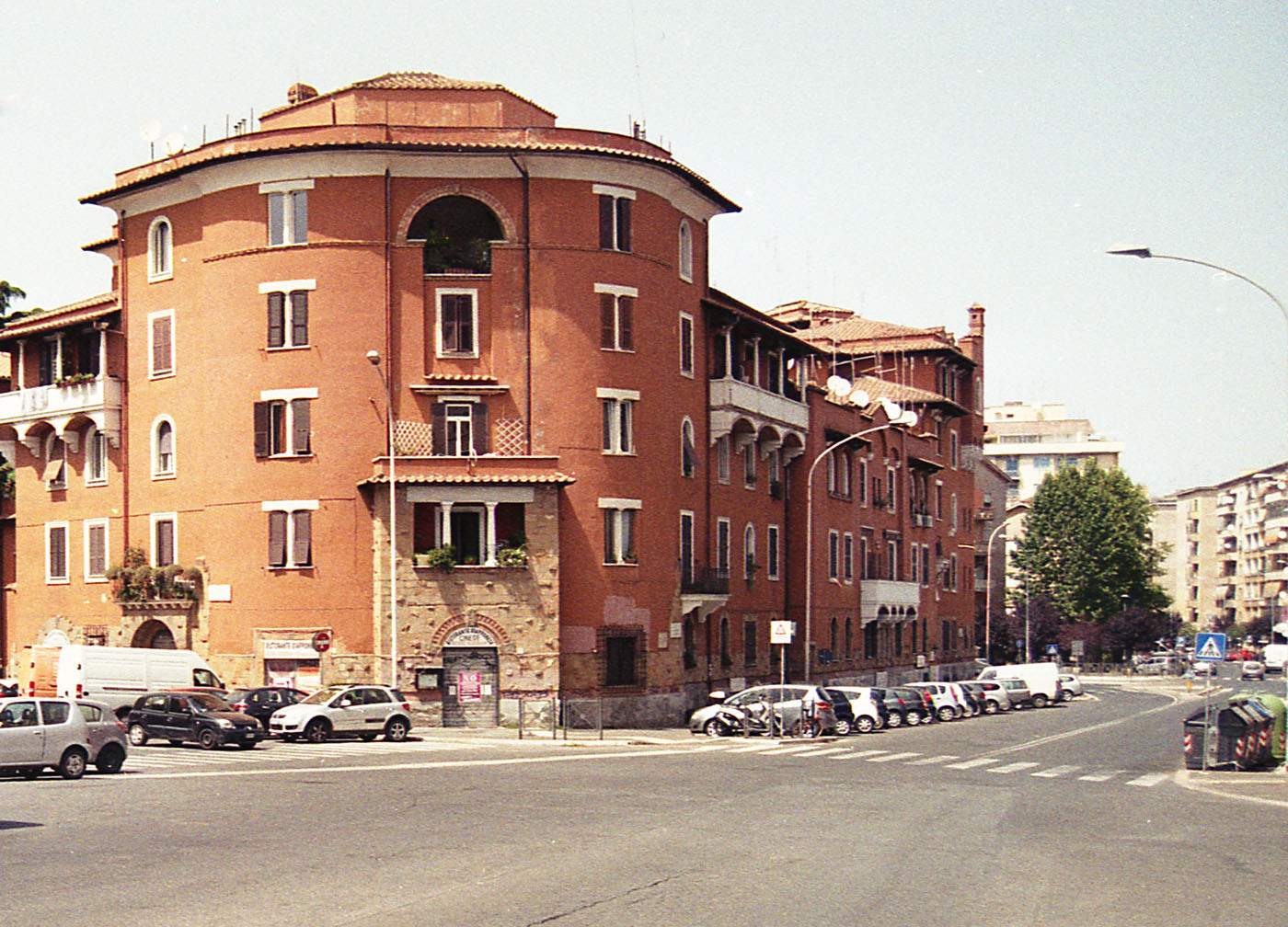
La Garbatella

La zona storica della Garbatella si sviluppa tra 1920 e circa 1935 ed è suddivisa in 62 lotti affidati dall'Istituto Case Popolari (ICP) a differenti architetti e ingegneri, su un territorio di circa 26 ettari; con Gustavo Giovannoni contribuirono ai progetti della Garbatella Massimo Piacentini (fratello di Marcello), Innocenzo Sabbatini (in qualche modo critico nei confronti del barocchetto di Giovannoni), e successivamente, Costantino Costantini, Plinio Marconi, Gian Battista Trotta.
La Garbatella nacque nell'ambito della pianificazione urbanistica umbertina, che prevedeva la costruzione di un canale parallelo al Tevere che doveva giungere fino a un porto che potesse servire Roma, collocato tra Testaccio e Garbatella, ove ora è via del Porto fluviale; furono previsti una serie di lotti abitativi per i lavoratori del futuro porto, e fu così che Vittorio Emanuele III il 18 febbraio 1920 pose, in una cerimonia ufficiale, la prima pietra in piazza Benedetto Brin dove è apposta una lapide commemorativa.

## La Città giardino Aniene

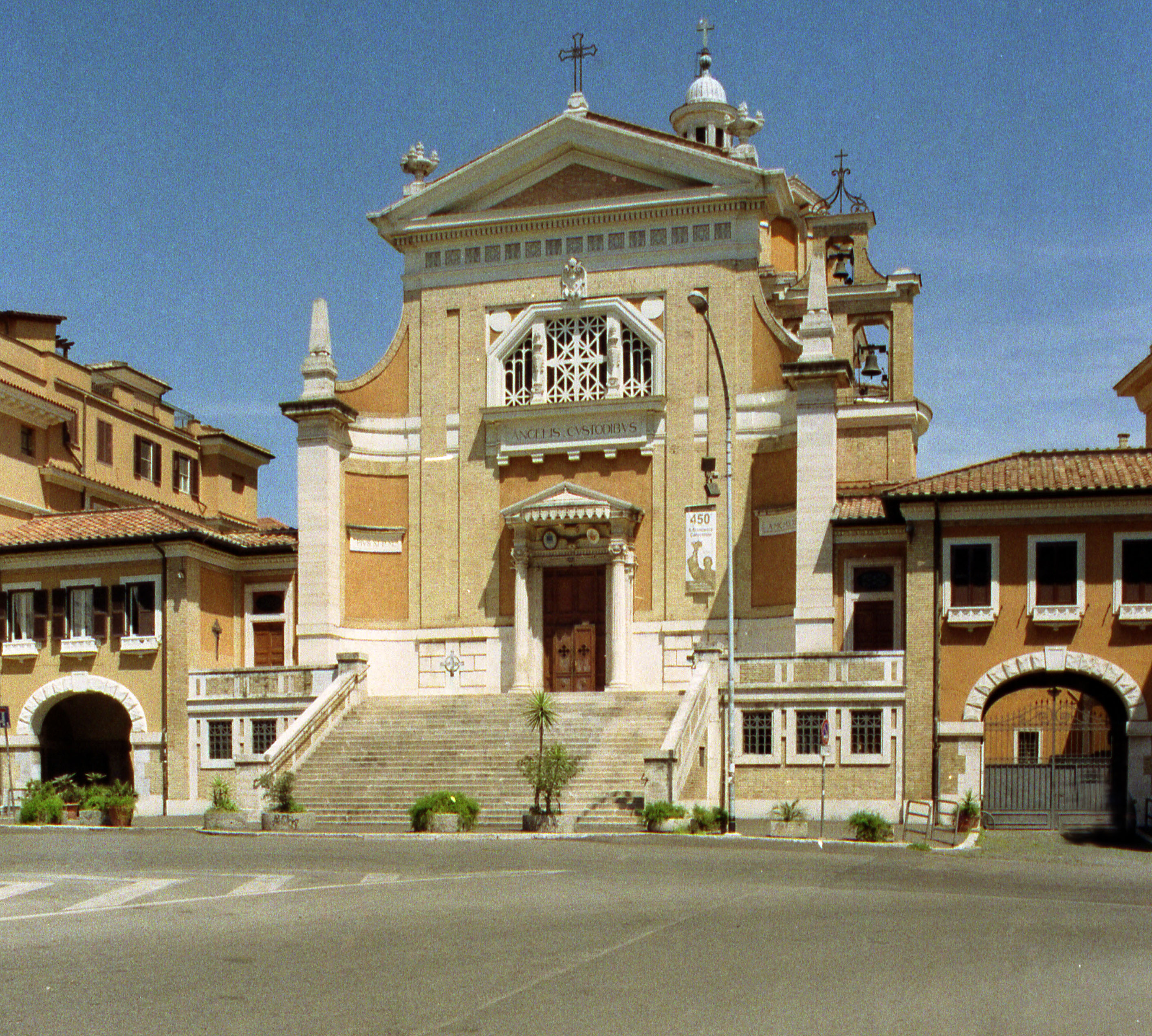
Chiesa degli Angeli Custodi a Roma a piazza Sempione

È oggi parte del quartiere di Monte Sacro, si trova nella zona Nord-Est di Roma, su un'altura lungo la via Nomentana, in prossimità della confluenza del fiume Aniene con il Tevere.
La collina, situata a 50 metri sopra il livello del mare, è caratterizzata da rocce sedimentarie, soprattutto di tipo alluvionale, dovute ai depositi fluviali.
Nel 1919 viene istituita la “Cooperativa Città Giardino Aniene”, fusione dell'Unione Edilizia Nazionale e dell'Istituto Case Popolari, con il compito di definire il quadro d'intervento per un quartiere destinato alla classe medio borghese dei dipendenti dei Ministeri e delle Ferrovie dello Stato.
Nel 1924, dopo che nel 1923 la gestione del progetto era passata nelle mani dell'Istituto per la Case Popolari, nasce la Città-Giardino Aniene, il cui impianto urbanistico era stato definito da Gustavo Giovannoni, ingegnere, architetto e urbanista romano.
Il progetto è senz'altro influenzato dalle riflessioni di Ebenezer Howard sulle città giardino, ed è strutturato secondo due elementi principali: il primo, un sistema di servizi per i cittadini (inizialmente previsti sull'asse Ponte Tazio – Corso Sempione – Piazza Sempione) come scuola, chiesa, cinema-teatro, ufficio postale, negozi e un “quartiere degli sport” (non realizzato); il secondo, il grande parco pubblico tipico della garden city d'oltremanica (oggi inglobato nella Riserva Naturale dell'Aniene). Il tessuto insediativo è caratterizzato da bassa densità e dalla tipologia edilizia dei villini con giardino di pertinenza. Nel rispetto della morfologia del territorio, il disegno a terra dell'impianto stradale è contraddistinto da tracciati prevalentemente curvilinei, irregolari, quasi mai perpendicolari tra loro.
Come nel quartiere della Garbatella, lo stile architettonico prevalente è il “barocchetto”, che consiste nella rielaborazione di elementi dell'architettura minore romana tra il ‘500 e il ‘700.
Gustavo Giovannoni interviene direttamente nella progettazione del Ponte Tazio e della Chiesa dei Santi Angeli Custodi in Piazza Sempione; la sistemazione della piazza, con i porticati che la cingono fino alla chiesa e l'edificio di ingresso, sono opera di Innocenzo Sabbatini.

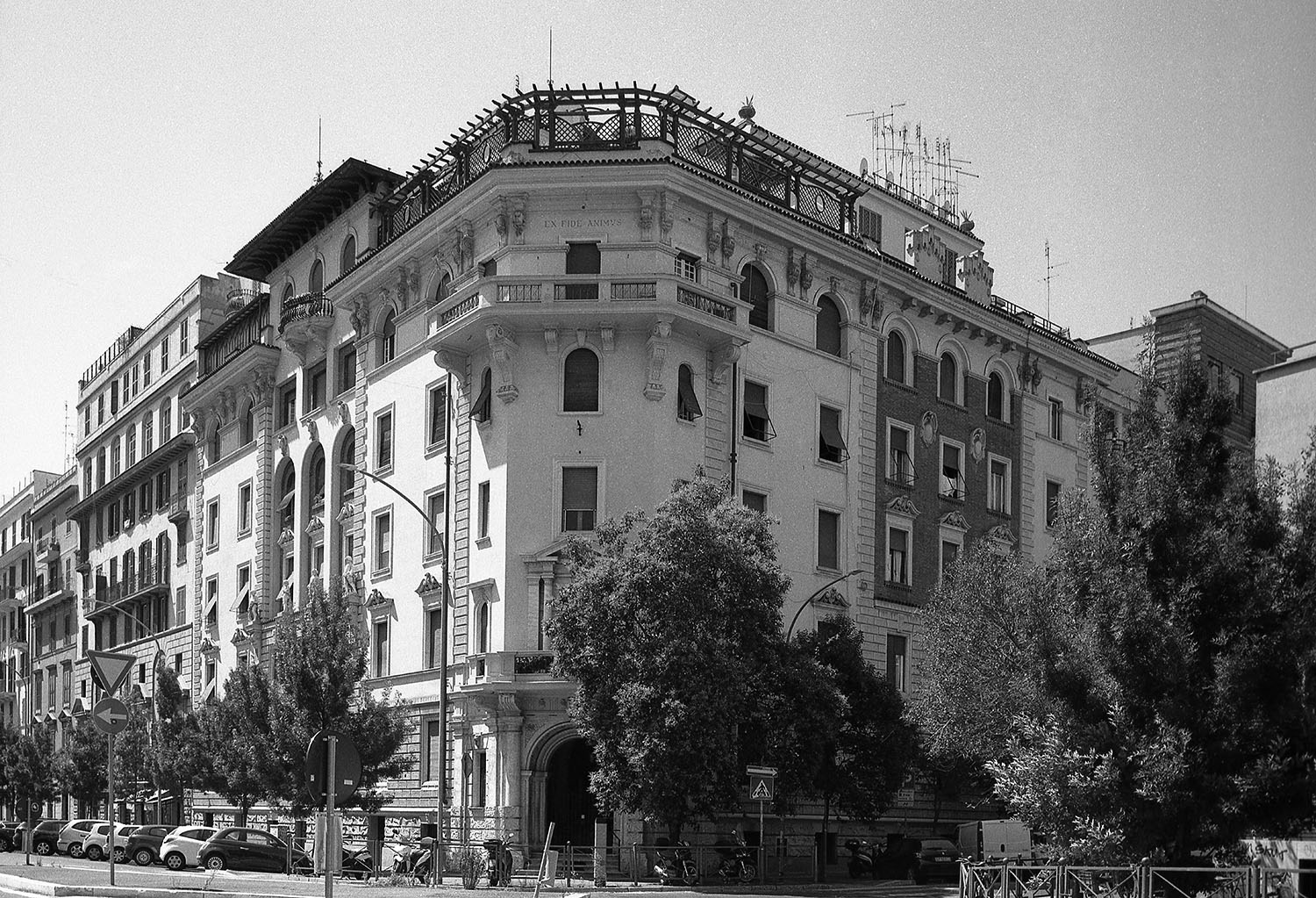
Edificio a via Albalonga di Enrico Del Fa 1928

Interessanti sono poi i lotti popolari edificati nei primi anni '20 lungo Viale Jonio all'altezza di Via Capraia e a salire fino alle via delle Isole Curzolane.
Nella sua impostazione originale, la città-giardino ha resistito per circa trent'anni. A differenza della Garbatella, che ha mantenuto l'assetto originario, intorno agli anni '50, con la notevole espansione edilizia e la costruzione del Grande Raccordo Anulare, all'immagine di una piccola città giardino «è sostituita quella, più densa e compatta, di un quartiere prevalentemente costituito di palazzine» (Rossi).